# Tyk kransnål
Tyk kransnål (Chara tomentosa) er en op til 80 cm lang kransnål-alge, der forekommer i ferskvand samt i den inderste Østersø samt hist og her i de indre danske farvande.

## Beskrivelse
Tyk kransnål er en typisk kransalge med oprette, let grenede langskud og kransstillede, leddelte kortskud. Den kendes på karaktaristiske "torne", der sidder på både kort- og langskud. På kortskudene kan disse "torne" ligne små blade. I ferskvand med højt kalkindhold optages kalk i planten, der derved bliver stiv og skør.
Planten fastholdes til underlaget af primitive rodlignende tråde.
Størrelse: 25-80 cm.

## Hjemsted
Lavvandede, kalkrige søer samt inderste og mellemste Østersø i lavvandede, beskyttede områder. Også i bælterne, Øresund, Limfjorden og sydlige Kattegat.
| Portal | Portal:Botanik |